# Профон
ПРОФОН  e българското дружество за колективно управление на сродни права в музиката, член на световните организации IFPI (Международна федерация на звукозаписната индустрия) и SCAPR (Съвет на дружествата за колективно управление на изпълнителски права).

## История
ПРОФОН е дружество за колективно управление на сродни права в музиката, основано през Октомври 1998 г. Дружеството е създадено в изпълнение на изискванията на Закона за юридическите лица с нестопанска цел. Първоначално възниква като дружество, което управлява правата на продуцентите на звукозаписи и музикални видеозаписи. През 2002 г. ПРОФОН започва да управлява правата и на артист – изпълнителите.

## Мисия
Мисията на ПРОФОН е да защитава и увеличава стойността на правата на музикалните продуценти и изпълнители, да се грижи за максимална възвръщаемост на техните творчески усилия и да спазва високи технологични стандарти за точност, прозрачност и ефективност.

## Дейности
Основните дейности на ПРОФОН са:
- Лицензиране на музика;[2]
- Събиране на възнаграждения;
- Разпределение на възнагражденията;
- Изплащане на дължимите суми към правоносителите [3]

## Видове използване
Съгласно Закона за авторското право и сродните му права, ПРОФОН сключва договори за следните основни видове използване на музика.
- Публично изпълнение: излъчване на музика в обекти като хотел, ресторант, бар, заведение, магазин, търговски център, обществен транспорт и др.
- Медии: радио и телевизионно излъчване, излъчване на музика в интернет (уебкастинг); аудиовизуални медийни услуги по заявка (on demand).[2]
- Препредаване: чрез кабел, сателит, IPTV и др.

## Видове лицензи

### Лицензиране за публично изпълнение
Използването на музикални произведения в хотели, заведения, магазини, фитнес зали и други бизнес обекти представлява публично изпълнение, за което се дължи възнаграждение на артист-изпълнители и продуценти.
Всеки бизнес, който възпроизвежда записана музика в: магазин, бар, офис, ресторант, хотел, фитнес зала, обществени транспортни средства, лечебни заведения, театри, киносалони, при провеждане на еднократни събития и концерти, и други, трябва да има лиценз.
Лиценз е необходим, когато звукозапис, независимо от източника на използване – радио, телевизия, интернет или друг източник се възпроизвежда публично. Притежателят на лиценз има право да използва музикални звукозаписи от каталога на ПРОФОН.
Тарифите за публично изпълнение са налични онлайн на официалния сайт на ПРОФОН.

### Лиценз за радиоразпространение
ПРОФОН лицензира радиостанции в България, които използват музикални звукозаписи в програмите си. По този начин се гарантира законното излъчване на неограничени записи музика. Същевременно това гарантира, че артист-изпълнителите и продуцентите на звукозаписи ще получат справедливо заплащане за използването на тяхната работа.
Тарифата за радиостанции на ПРОФОН е достъпна онлайн на официалния сайт на дружеството.

### Лиценз за телевизионно излъчване
Музиката е неизменна част от една телевизионна програма, без значение профила на самата телевизия – музикална програма, политематична или специализирана.
Това гарантира законното излъчване на неограничени звукозаписи музика.
Информация за тарифата за телевизии на ПРОФОН може да получите от официалния сайт на дружеството.

### Лиценз за Уебкастинг
Уебкастинг е излъчването на видео и/или аудио записи през Интернет към много слушатели/зрители едновременно. Със сключването на договор с ПРОФОН се гарантира правото на законно използване на звукозаписи в съответната програма.
Тарифата за уебкастинг на дружеството е налична в официалния сайт на ПРОФОН.

### Лиценз за Телеком оператори
Операторите, осъществяващи препредаване на радио и телевизионно съдържание чрез кабел, сателит, IPTV и др., е необходимо да сключат договор за препредаване.
Цялата информация относно тарифата за телеком оператори на ПРОФОН е налична в официалния сайт на дружеството.

## Членове
Артист – изпълнител и/или продуцент, може да се присъедини към ПРОФОН като член, ако има публикувано минимум едно произведение, звукозапис и/или запис на аудио-визуално произведение.
Всеки, който желае да стане член на ПРОФОН, трябва да изпрати заявление по образец; подписан Договор за членство, с който се определя териториалния обхват и видовете права, които се възлагат за управление от дружеството; декларация за защита на личните данни;

## Каталог
ПРОФОН управлява най-големия музикален каталог в България, като представлява 90% от българския и световен музикален репертоар, включително и звукозаписите на трите мейджър музикални компании в световен мащаб Universal Music Group, Sony Music Entertainment и Warner Music Group), заедно с над 30 000 независими чуждестранни лейбъли, както и репертоара на едни от най-изявените български и световни изпълнители и продуцентски къщи. Пълния каталог, който управлява ПРОФОН може да разгледате в официалния сайт на дружеството.

### Регистрация на репертоар
Регистрацията на репертоар е от изключителна важност за осъществяване на процеса на проследяване на неговото използване и гарантира справедливото и навременно разпределяне на приходите, които той генерира. Регистрираният в базата данни на ПРОФОН репертоар се изпраща към международните бази данни с което става разпознаваем и извън територията на България.
Регистрацията на репертоар в каталога на ПРОФОН става чрез приложението my.prophon или след като се попълни формата за регистрация и се изпрати в офиса на ПРОФОН.

## Международно сътрудничество
ПРОФОН е официален представител на българския репертоар в чужбина. Дружеството има сключени договори за взаимно представителство със сродни чуждестранни организации. Сключените договори с чуждестранни дружества осигуряват възможност на ПРОФОН да представлява на българския пазар голяма част от световния репертоар. Взаимодействието с чуждестранните дружества и обмяната на информация, по отношение на българските правоносители, е гаранция за получаване на справедливи възнаграждения за членовете, в случаите, в които български защитен репертоар се използва извън територията на страната.